# Фиат Крайслер Отомобайлс
Фиат Крайслер Отомобайлс (Fiat Chrysler Automobiles N.V., FCA) е италиано-американски автопроизводител, седми в света по брой на произвежданите коли. Главната компания е регистрирана в Нидерландия, а седалището ѝ е разположено в Лондон. FCA възниква през 2014 г. в резултат от закупуването на американската компания Крайслер от италианския холдинг Fiat. Акциите на компанията се търгуват на Нюйоркската фондова борса и на Италианската фондова борса в Милано. Дейността на компанията се контролира от инвестиционната група Ексор, представляваща интересите на семейство Анели.
Фиат Крайслер Отомобайлс действа чрез европейското си подразделение FCA Italy S.p.A. (по-рано – Fiat Group Automobiles) и чрез американското си подразделение FCA US (по-рано – Chrysler LLC). Холдингът притежава такива брандове (марки), като Алфа Ромео, Крайслер, Додж, Фиат Отомобайлс, Фиат Профешънъл, Джип, Ланча и други. Холдингът също притежава компаниите Мазерати, Комау и други. До края на 2004 г. в структурата на Фиат Крайслер Отомобайлс влиза и компанията Ферари, но впоследствие акциите ѝ са разпределени между крайните акционери на FCA.